# 나가쓰촌 (에히메현)
나가쓰촌(長津村)은 에히메현 우마군에 설치된 촌이다. 